# Lac Utah
Le lac Utah avec une superficie de 392 km2 est un des plus grands lacs naturels d'eau douce de l'ouest des États-Unis. C'est le plus grand lac issu du lac préhistorique Bonneville après le grand lac salé qu'il alimente via la rivière Jordan.
Plusieurs espèces de poissons sont endémiques dont le chamiste (june sucker), espèce menacée et le cottus du lac Utah (Utah Lake sculpin), maintenant éteint.
Bien que 13 espèces aient été originaires du lac, seuls le chamiste et le Catostomus ardens y vivent encore et représentent à elles deux moins de 1 % de la biomasse.
L'espèce dominante dans le lac est de loin la carpe commune, introduite en 1881 pour remplacer les poissons natifs victimes de la surpêche. Elle représente plus de 90 % de la biomasse et contribue au déclin des espèces endémiques en altérant sévèrement l'écosystème.

## Géographie

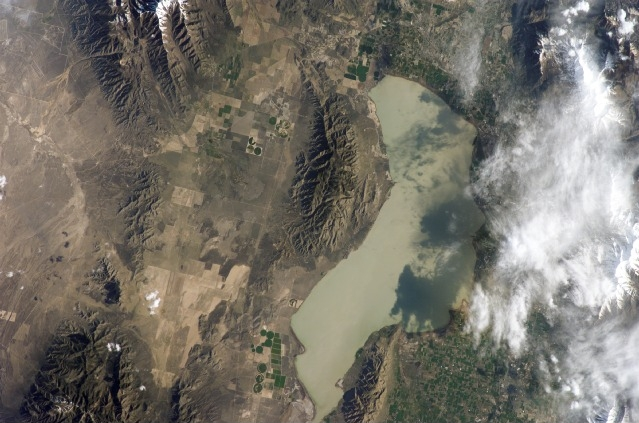
Photo satellite du lac Utah.

Le lac Utah domine la vallée de l'Utah dans le nord de l'État d'Utah dont les principales villes comme Provo et Orem sont situées entre la rive orientale du lac et les Montagnes Wasatch. À l'ouest, le lac est bordé par les montagnes du lac (Lake Moutain) alors que la montagne de l'ouest (West Mountain) avance en saillie dans sa partie méridionale, séparant la baie de Goshen de la plage Lincoln beach.
Il existe plusieurs sources chaudes très populaires autour du lac notamment à Lincoln Beach et à Saratoga Springs.

### Île aux oiseaux
Le lac contient une petite île portant le nom d'« île aux oiseaux ». Elle est située au sud du lac à environ 4 kilomètres au nord de la jetée de Lincoln Beach. L'île possède quelques arbres et est visible de Lincoln Beach. Cette île peut être totalement recouverte d'eau les années très pluvieuses. Ces années-là, seuls les arbres dépassent du niveau de l'eau. La zone est populaire pour la pêche au doré jaune, au bar blanc et aux poissons-chats.

## Hydrologie

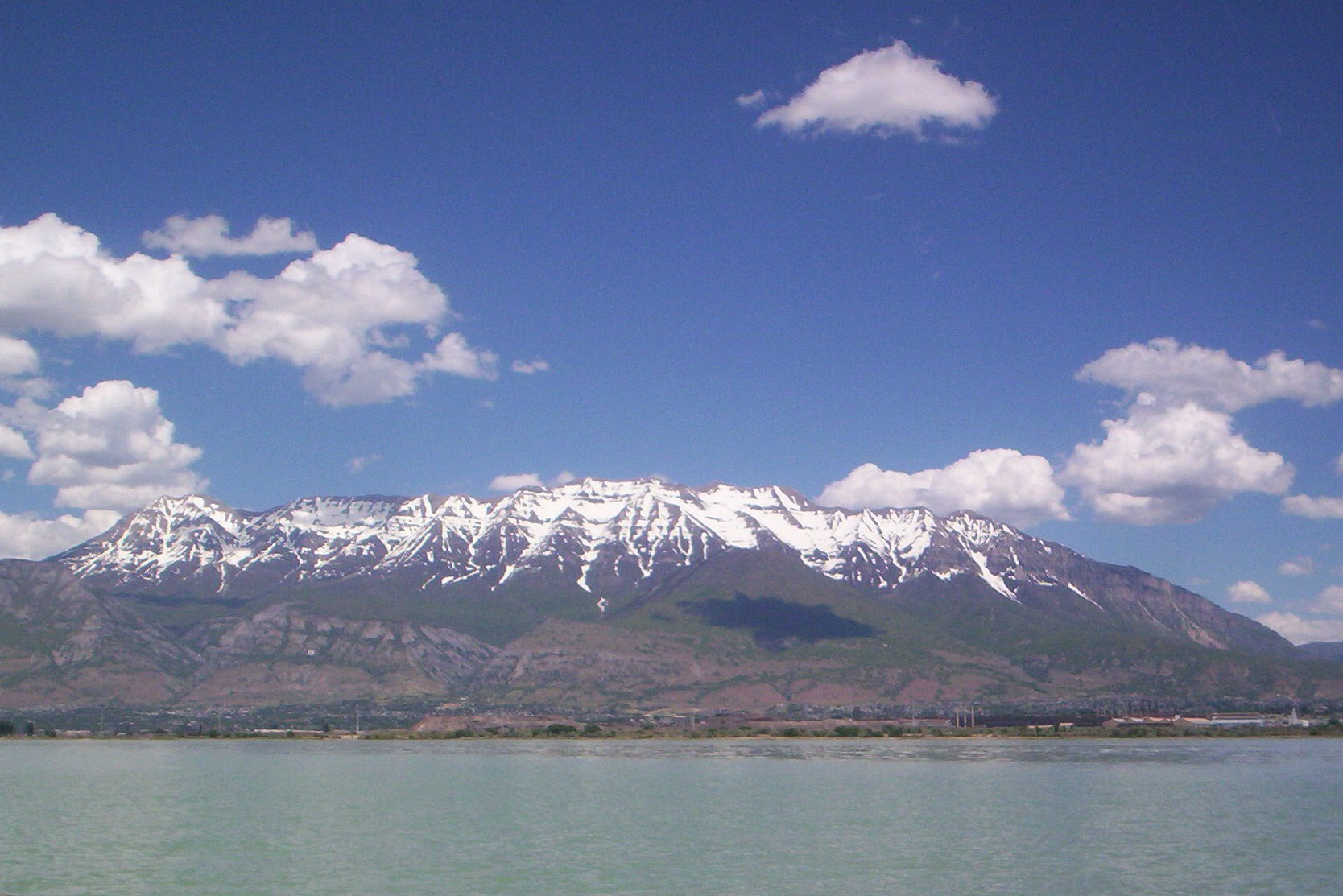
Mont Timpanogos à l'est du lac.

Les principaux affluents du lac sont la Provo River, la Spanish Fork River, l'American Fork river, l'Hobble, le Mill Race, et le Currant creeks. De plus, il existe beaucoup de ruisseaux et de sources chaudes. Le lac se déverse au nord par la rivière Jordan. La rivière s'écoule ensuite vers le nord à travers l'Utah en direction du Comté de Salt Lake où elle se jette dans le Grand Lac Salé.

## Écosystème
Les zones humides du lac sont des lieux de passage très importants pour les oiseaux migrateurs. Plus de 220 espèces d'oiseaux profitent de ces zones. Il existe une zone de préservation au sud du lac près de la baie de Goshen.
La rapide croissance de la population dans la vallée de l'Utah menace l'équilibre du lac. De nombreuses propositions pour endiguer les berges du lac sont mises occasionnellement sur la table. 
La Truite fardée de Bonneville était dans le passé le poisson prédateur en grand nombre de cet écosystème. En 1864, un pêcheur parvenait à capturer entre 1 580 et 1 680 kg de truites dans un seul filet. En 1874, des lois furent mises en place pour protéger ce poisson mais la pêche au filet commerciale ne fut pas supprimée avant 1897. La truite disparut totalement du lac dans les années 1920. Les prédateurs actuels ne sont plus originaires du lac car il s'agit d'espèces introduites comme le bar blanc.
Depuis 2006, la division des ressources naturelles de l'Utah régule la pêche pour protéger les grands prédateurs. Les pêcheurs à la ligne doivent libérer les bars plus petits que 30 centimètres et ne peuvent emporter qu'un seul doré jaune de plus de 50 centimètres. Les populations de bars blancs et de dorés jaunes sont contrôlées et la pêche s'adapte aux populations des poissons.

### Espèces menacées et espèces éteintes

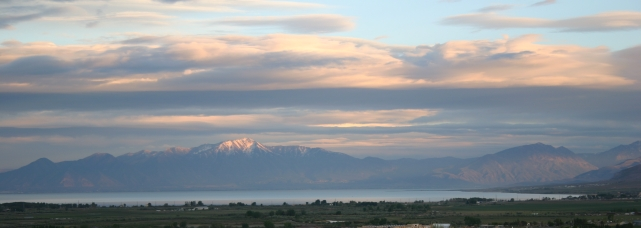
Lac Utah.

Le lac Utah abrite le  Chasmiste liorus, un poisson menacé d'extinction. Le lac abritait également le Cottus echinatus qui a aujourd'hui totalement disparu.

#### Chasmistes liorus
Le Chasmistes liorus vit seulement dans le lac Utah et dans la rivière Provo. L'espèce fut ajoutée à la liste des espèces menacées le 30 avril 1986. Ce poisson est gris foncé avec des taches brunes sur la dorsale et se nourrit de zooplancton. Il peut vivre jusque 40 ans.
Abondant dans le lac dans le passé, il est devenu très rare pour plusieurs raisons. La principale raison de sa disparition est l'arrivée de poissons introduits par l'homme comme le bar blanc mais on peut mentionner aussi la pollution, la pêche intensive et la turbidité des eaux.
Les biologistes essaient de rempoissonner les eaux du lac avec ce poisson. Des chasmistes sont élevés dans le réservoir Red Butte pour être ensuite relâchés dans le lac. Durant l'été 2005, 8 000 chasmistes ont été relâchés dans le lac.

#### Cottus echinatus
Le Cottus echinatus était un poisson endémique du lac Utah de la famille des Cottus. L'espèce disparut dans les années 1930 à la suite d'une forte sécheresse qui causa une chute importante du niveau des eaux dans le lac. L'hiver qui suivit fut très froid et l'ensemble du lac fut gelé en profondeur vu la faible quantité d'eau. Il faut également ajouter à cela la baisse de la qualité des eaux causée par l'agriculture. Le Cottus echinatus était une espèce benthique qui se nourrissait essentiellement d'invertébrés. Un poisson du même style (Cottus extensus) vivait également dans l'Utah et plus précisément dans le lac Bear.

### Espèces introduites

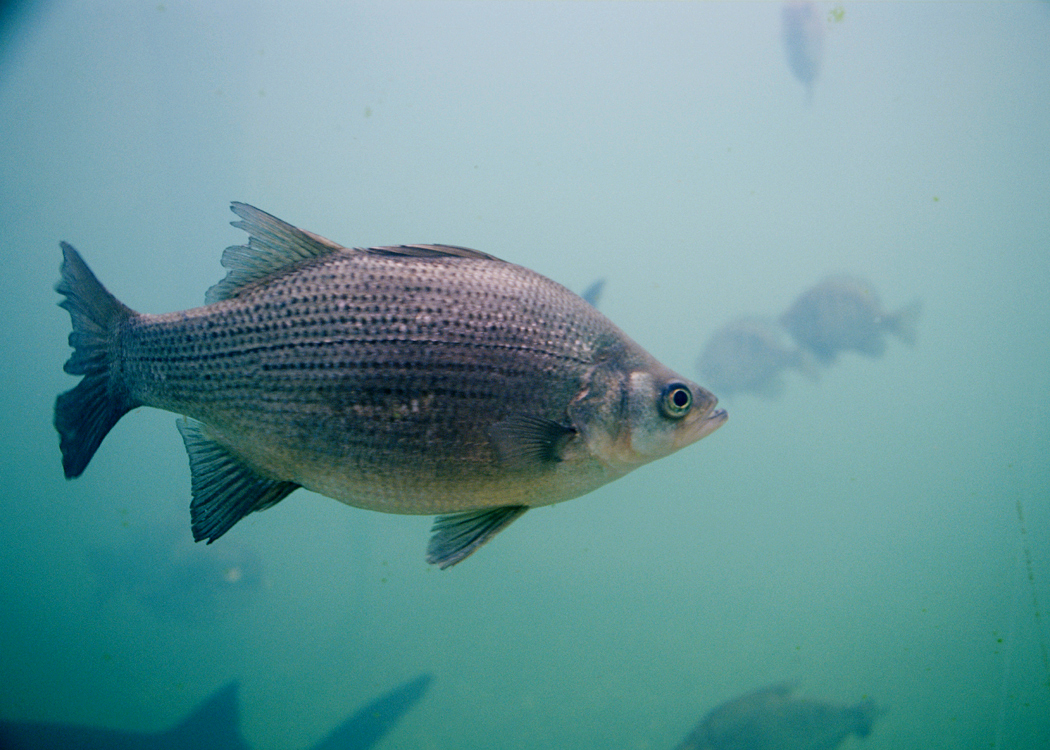
Le bar blanc est le second poisson en nombre du lac.

Au moins 24 espèces de poissons ont été introduites dans le lac dont la carpe (Cyprinus carpio), le Bar blanc (Morone chrysops), le poisson-chat (Ameriurus melas), le bagre de canal (Ictalurus punctatus), l'achigan à grande bouche (Micropterus salmoides), et le doré jaune (Sander vitreus). C'est dans le lac Utah qu'ont été pêchés les plus gros spécimens de bar blanc de l'État de l'Utah.

#### Carpe
Introduite dans le lac en 1881 comme une source de nourriture complémentaire pour combler la diminution des populations originaires du lac,, la carpe est devenue l'espèce dominante du lac. 
Les carpes représentent environ 91 % de la biomasse du lac avec une population d'environ 7,5 millions d'individus. Le poids moyen des carpes est de 2,4 kg et le poids total estimé de carpes dans le lac est de plus de 18 millions de kg.

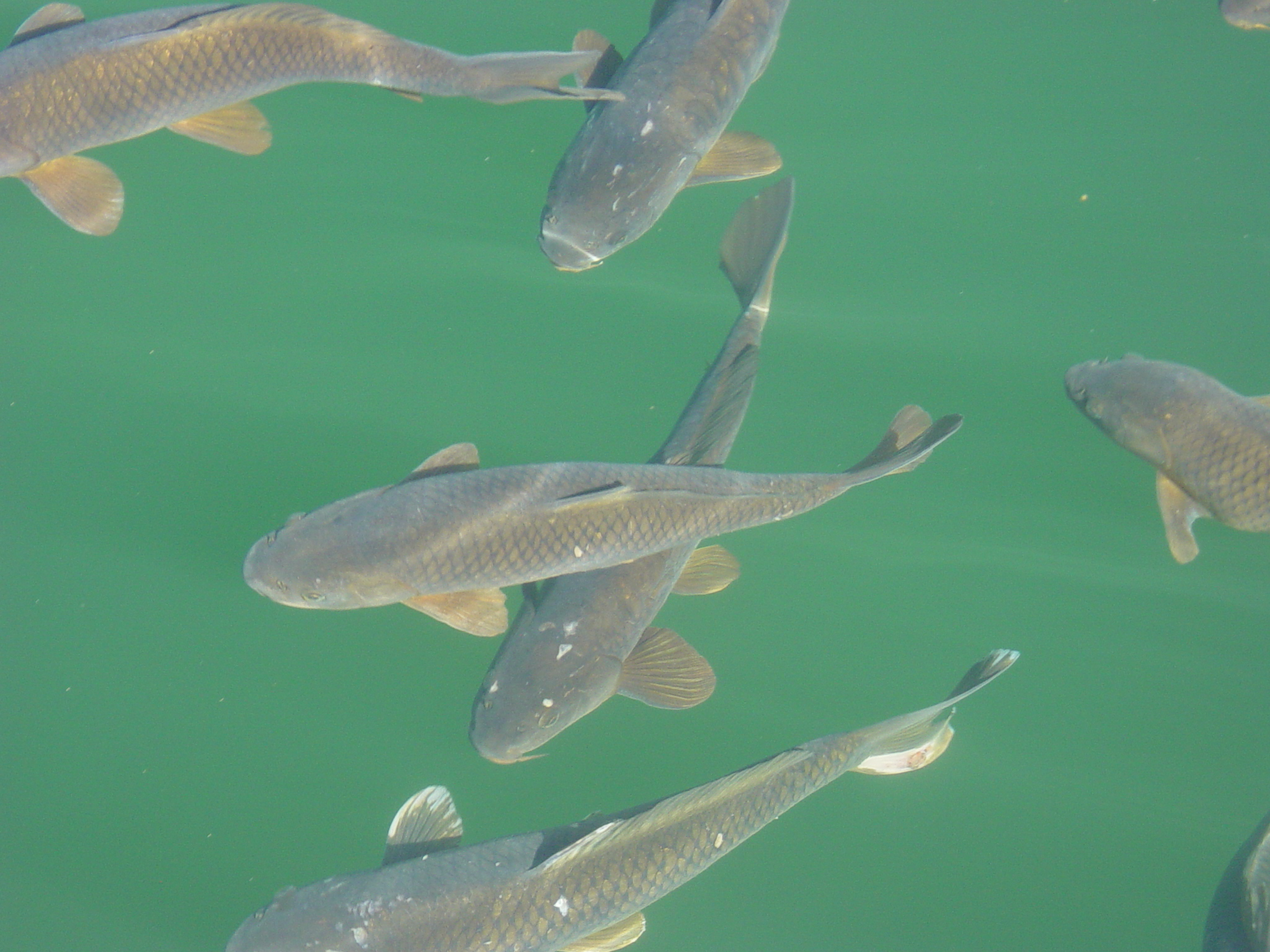
carpe est le poisson le plus courant du lac.

Les carpes ont tendance à remuer le fond de l'eau pour trouver leur nourriture ce qui a pour conséquence d'augmenter la turbidité des eaux. De plus, elles détruisent les végétaux du fond du lac ce qui affecte les autres poissons qui ont besoin de ces végétaux pour se nourrir.
La tendance actuelle est donc la limitation de la population des carpes dans le lac vu les effets néfastes sur l'écosystème du lac. Le souhait est de diminuer la population des carpes pour favoriser le retour des populations qui vivaient dans le passé dans le lac, comme la truite de Bonneville.

### Problèmes sanitaires
Le 16 mai 2006, une mise en garde contre la consommation de carpes du lac a été lancée. Une carpe pêchée dans le lac possédait en effet un niveau de polychloro-biphényle (PCB) deux fois supérieur à la quantité maximale admise.  
Le toxicologue Jason Scholl du département de la santé de l'État de l'Utah expliqua que le risque actuel pour la santé était minimal en cas de consommation de carpes du lac car le niveau de PCBs était maintenant inférieur au niveau d'alerte. Il faut selon lui, des expositions prolongées aux PCBs pour causer des maladies (cancers).

## Usages récréatifs

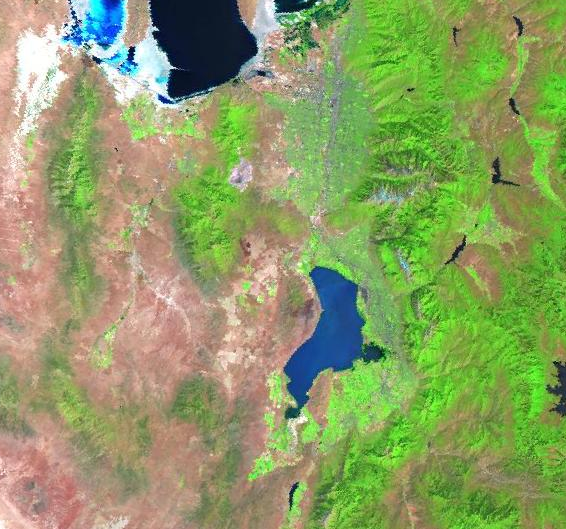
Image Landsat du lac Utah. Les villes de Provo/Orem sont localisées à l'Est du centre du lac. Le Grand Lac Salé se situe au coin supérieur gauche de l'image.

En raison de la proximité de l'aire urbaine de Provo-Orem, le lac est un endroit où se pratiquent de nombreux  sports nautiques comme la voile, le ski nautique, et la pêche. La principale marina du lac se situe dans le parc d'état Utah Lake State Park sur la partie orientale du lac à proximité de l'embouchure de la rivière Provo. D'autres marinas se situent à Saratoga Springs, American Fork, Lindon, et à Lincoln Beach.
Le lac était encore plus populaire dans le passé car ses eaux étaient de meilleure qualité. À la fin du XIXe et au début du XXe siècle, des infrastructures pour accueillir les visiteurs existaient déjà à Saratoga Springs et à Geneva. Geneva (dont le nom vient du nom de la fille du propriétaire et non de la ville de Genève en Suisse) fut construite à l'endroit où se situe actuellement la marina de Lindon.  On y trouve également non loin l'usine Geneva Steel d'Orem.

## Considérations légales
La propriété des terrains longeant le lac Utah a été le théâtre de nombreux litiges entre les agriculteurs vivant à proximité et l'État de l'Utah. La zone du lac appartient en effet à l'état depuis 1896. Néanmoins, à cause d'une délimitation imprécise et à cause du niveau fluctuant du lac (Périodes sèches et périodes humides), les fermiers ont pris l'habitude d'utiliser les terres parfois inondées alors que l'état considère que ces terres lui appartiennent. Plusieurs affaires sont allées en justice depuis 1947 avec des décisions allant dans les deux sens. Plus récemment, la cour américaine du district a décidé de faire délimiter la zone en fonction de l'état des berges en 1896 en utilisant des informations diverses de l'époque. Cela devrait stopper les discussions une bonne fois pour toutes.